# Alloue
Alloue település Franciaországban, Charente megyében. Lakosainak száma 481 fő (2022. január 1.). Alloue Ambernac, Ansac-sur-Vienne, Benest, Épenède, Hiesse, Pleuville és Saint-Coutant községekkel határos.

## Népesség
A település népessége az elmúlt években az alábbi módon változott:
| Lakosok száma | 818  | 649  | 531  | 505  | 542  | 483  | 468  | 465  | 469  | 481  |
|               | 1968 | 1982 | 1999 | 2006 | 2011 | 2015 | 2017 | 2018 | 2020 | 2022 |